# Дерен-свидина
{{#ifeq:0|0|{{#if:|{{#if:Cornussanguinea|[[]}}|}}}}
Дере́н-свиди́на (Cornus sanguinea) — багаторічна рослина родини деренових. Високий чагарник із дрібними квітками та чорними неїстівними ягодами. Дерен-свидину вирощують як декоративну рослину.

## Назва

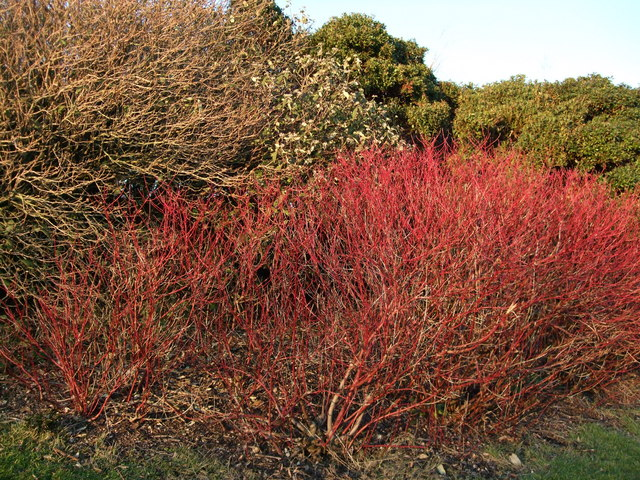
Взимку кора дерену-свидини набуває яскраво-червоного кольору, чим обумовлена одна з народних назв — дерен червоний.

Українська наукова назва цієї рослини походить від її народних назв, серед яких найпоширеніші свиди́на, червонопру́тий свид (або просто свид), де́рен свид, свидове́ де́рево, свиб, сви́два, свидовник, свідіна́, шведина чи швидина. Також дерену-свидині властиві назви, схожі з назвами інших представників роду, наприклад, дере́н черво́ний, деренка, дерень, дрінка. Попри те, що плоди цього виду чорного кольору і неїстівні, дерен-свидину інколи називають кизи́лєм (кизі́лєм) або кизи́льником, тобто назвою, притаманною дерену справжньому, що має червоні їстівні плоди. З іншого боку, схожість його плодів із отруйними ягодами бирючини звичайної призвела до появи таких спільних для обох видів назв як куросліпник, сліпокур тощо. Крім того, для дерена-свидини зафіксовані такі місцеві назви як спиж, рогу́тник, калені́на.
Від назви рослини походить найменування польського міста Свідниця.

## Опис
Чагарник заввишки 2-6 м, гілки коричнево-зелені, часто з червонуватим нальотом, восени і взимку — криваво-червоні. Яйцеподібне листя зелене з обох боків, завдовжки 5-8 см, з 3 або 4, іноді 5 парами жилок. Квітки дрібні, білі, зібрані в пухнасті густі, майже пласкі щитки.
Плоди — кулясті, соковиті двонасінні кістянки з м'ясистим околоплодником, неїстівні. Стиглі мають синьо-чорний колір. Дозрівають в першій декаді серпня.

## Поширення
Розповсюджений від Скандинавії до південної Європи, на сході — від Балтії до Дону і Каспійського моря, включно із узбережжям Дагестану (Російська Федерація), Азербайджану, північного сходу Ірану.
В Україні вид зростає в лісах, серед чагарників — на б. ч. території, крім Криму.

## Екологія
Зростає в лісах, більш притаманний байрачним, але трапляється і в заплавних дібровах, берестняках і осичняках, в арену лісах. Добре росте на родючих ґрунтах, свіжих суглинках і вологих пісках.
Розмножується насінням, кореневими паростками, відводками. Квітне з травня по червень. Тривалість цвітіння 15-20 днів. Чагарник росте дуже швидко — річний приріст може становити 60 см заввишки і 60 см завширшки крони. Зимостійкість середня, взимку частково обмерзає.
Слід саджати на сонці та у напівтіні. Його можна обрізати о будь-якій порі року, за винятком морозних днів. Найсприятливішим часом для цього є рання весна — березень. Дерен-свидина добре переносить омолодження.

## Використання
В античності використовувався для створення військових (мисливських) луків, оскільки має властивості згинатися, проте не ламатися. Дерен-свидину використовують в озелененні.
Всупереч деяким повідомленням, плоди не отруйні, але листя може викликати подразнення шкіри у чутливих людей. Плоди їстівні сирими чи приготовленими, але гіркі на смак і можуть мати блювотний ефект на організм.
Кора — в'яжучий і жарознижувальний засіб. Використовується для лікування гарячки. Плід спричинює блювання.
Насіння містить до 45 % невисихаючої олії, яку використовують у миловарінні та освітленні. З плодів отримують зеленувато-блакитний барвник. Молоді стебла дуже гнучкі і використовуються в кошикарстві. Червонувата деревина дрібнозерниста, міцна, тверда. Використовується для невеликих предметів, таких як ручки інструментів, токарні вироби тощо. З деревини отримують деревне вугілля хорошої якості, деревина також є чудовим паливом.

## Підвиди
- Cornus sanguinea subsp. australis (C.A.Mey.) Jáv. — дерен-свидина південна[2];
- Cornus sanguinea subsp. cilicica (Wangerin) D.F.Chamb. — дерен-свидина кілікійська;
- Cornus sanguinea subsp. czerniaewii Grosset — дерен-свидина Черняєва;
- Cornus sanguinea subsp. hungarica (Kárpáti) Soó — дерен-свидина угорська;
- Cornus sanguinea subsp. sanguinea — номінативний підвид.

## Синоніми
- Cornus citrifolia Wahlenb.;
- Cornus latifolia Bray;
- Cornus sanguinea subsp. czerniaewii Grosset;
- Cornus sanguinea subsp. sanguinea;
- Cornus sylvestris Bubani ;
- Swida sanguinea (L.) Opiz;
- Thelycrania sanguinea (L.) Fourr.

## Галерея

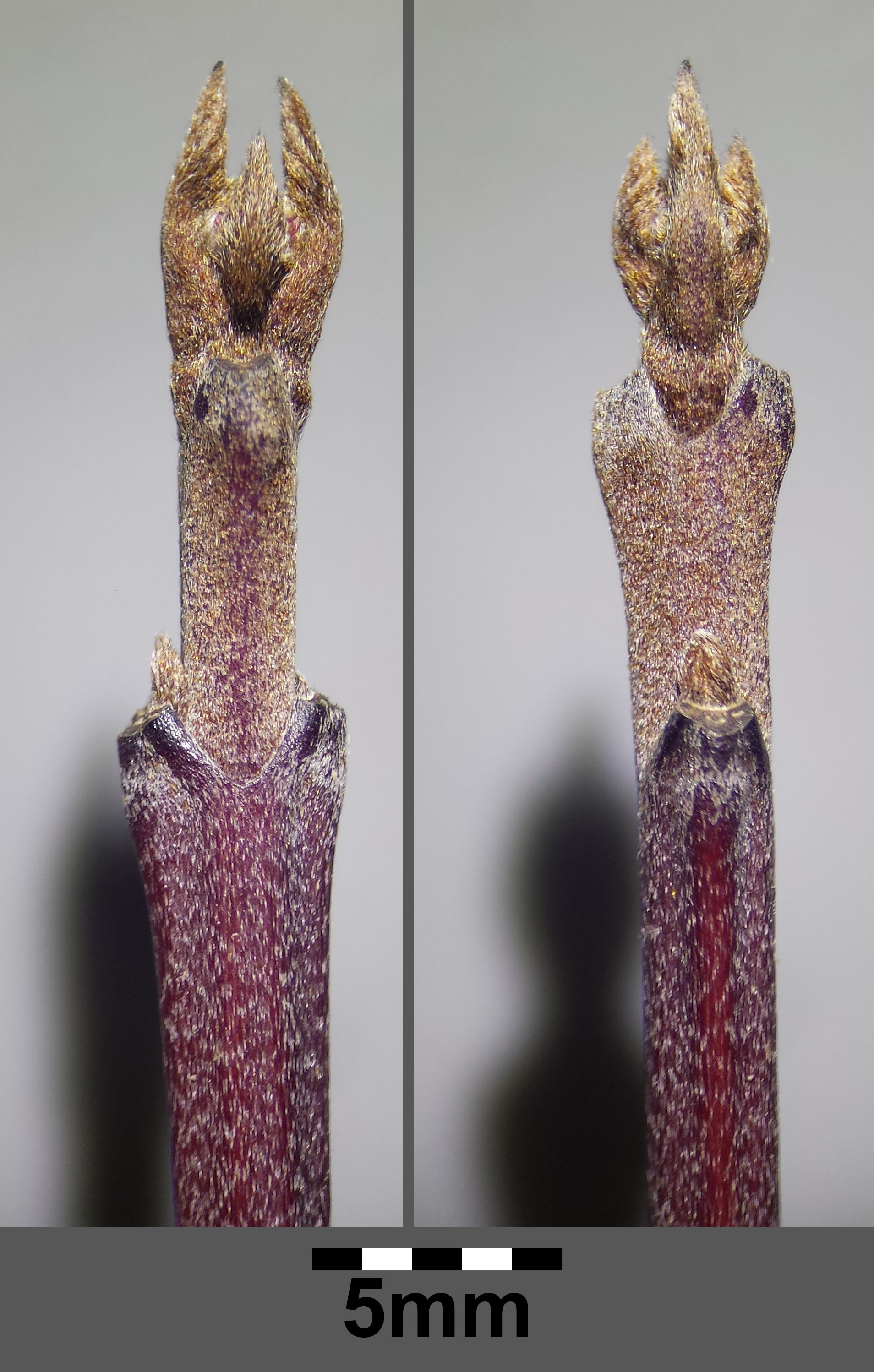
Верхівкові бруньки.
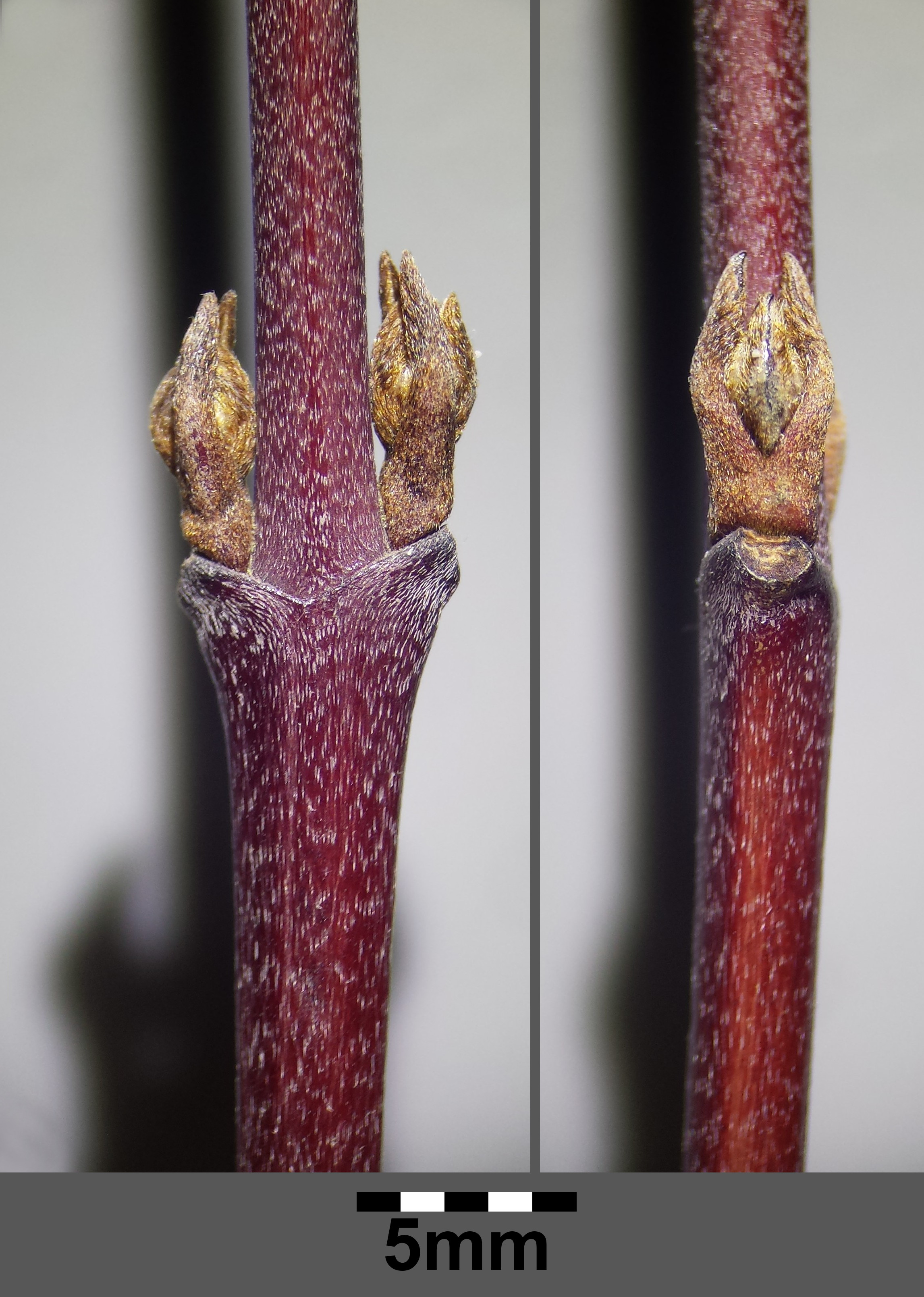
Пазушні бруньки.
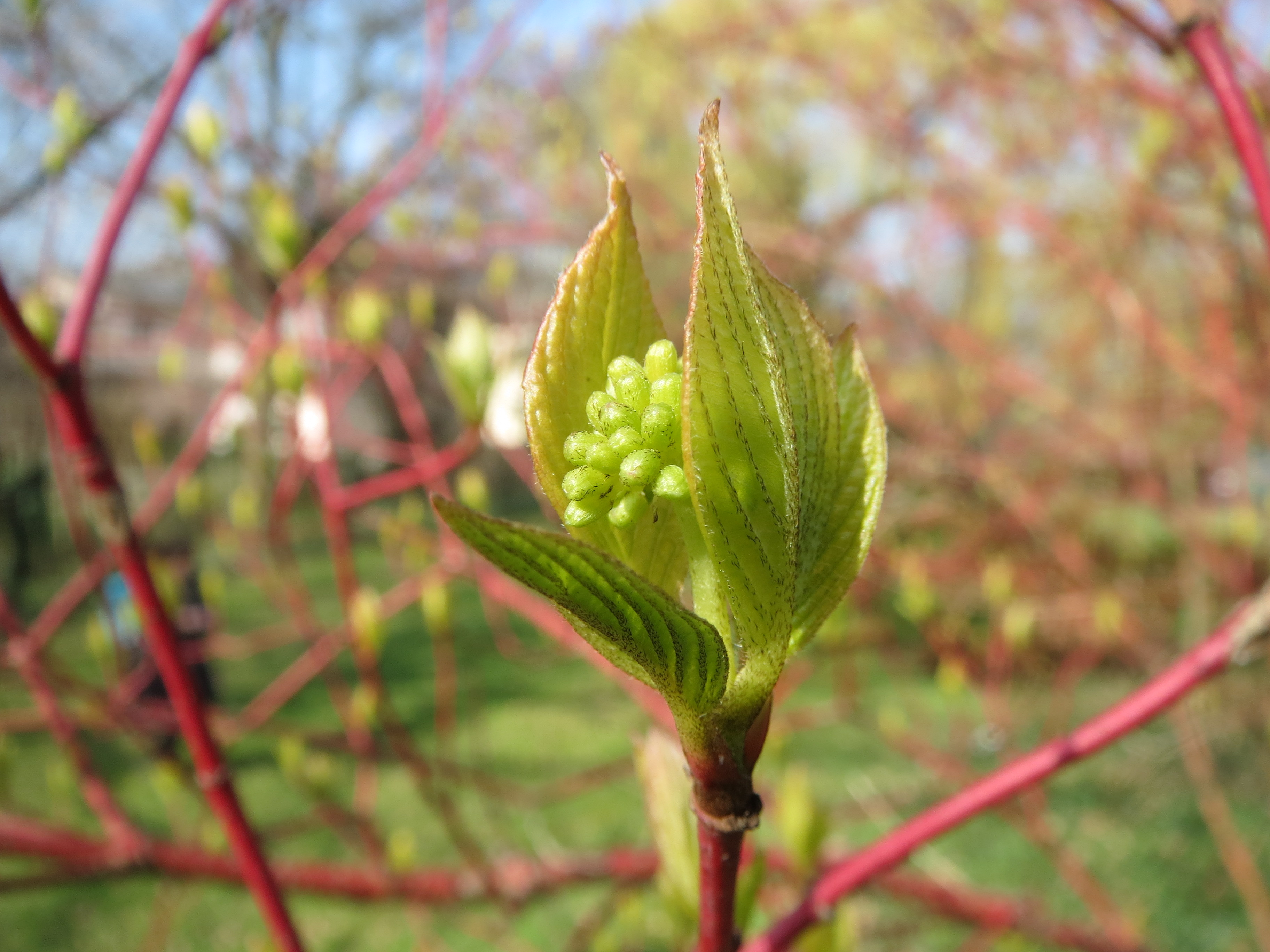
Листя й суцвіття на початку розвою.
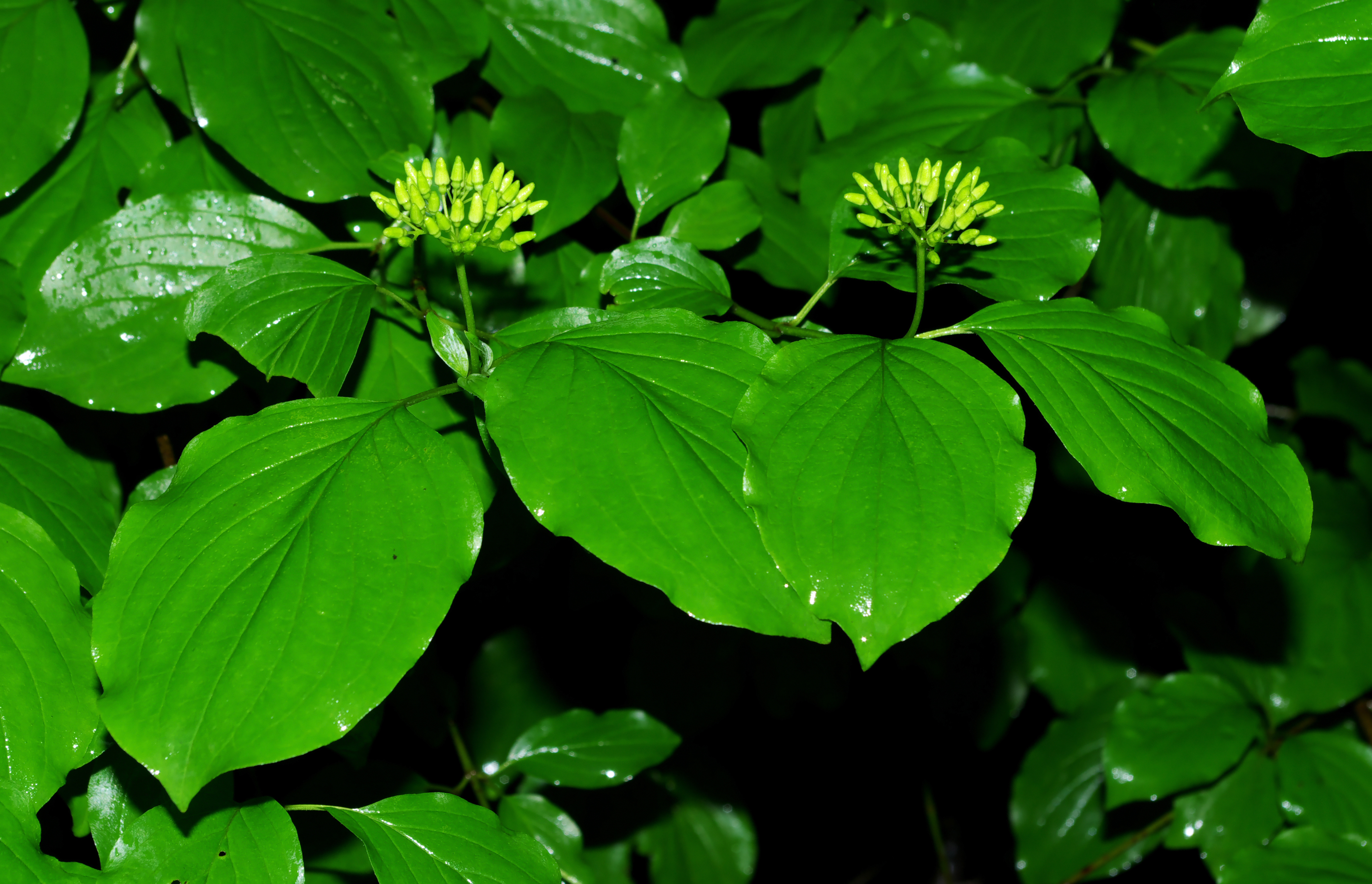
Повністю розвинуті (літні) листки і нерозквітлі суцвіття.
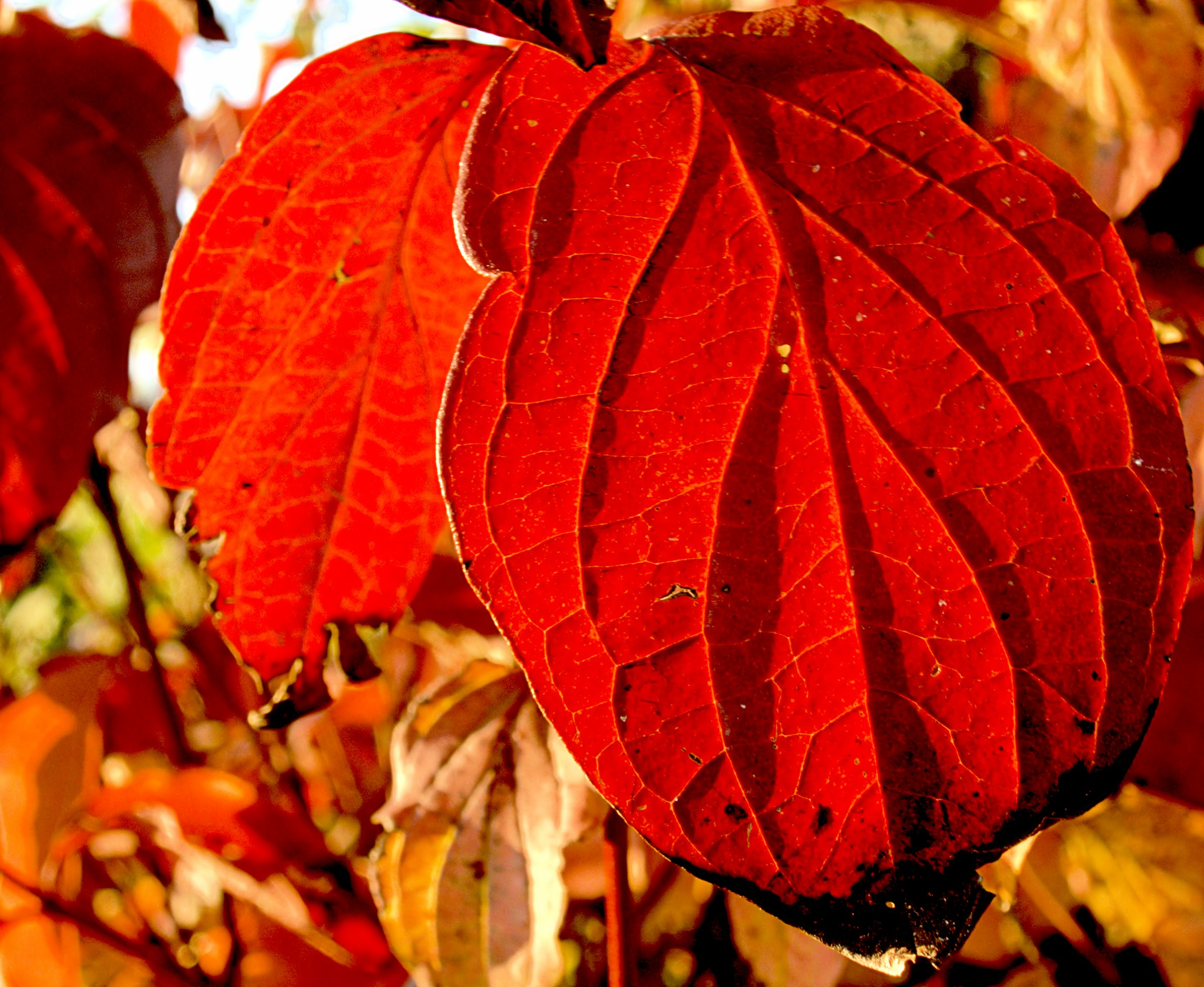
Листя в осінньому забарвленні.
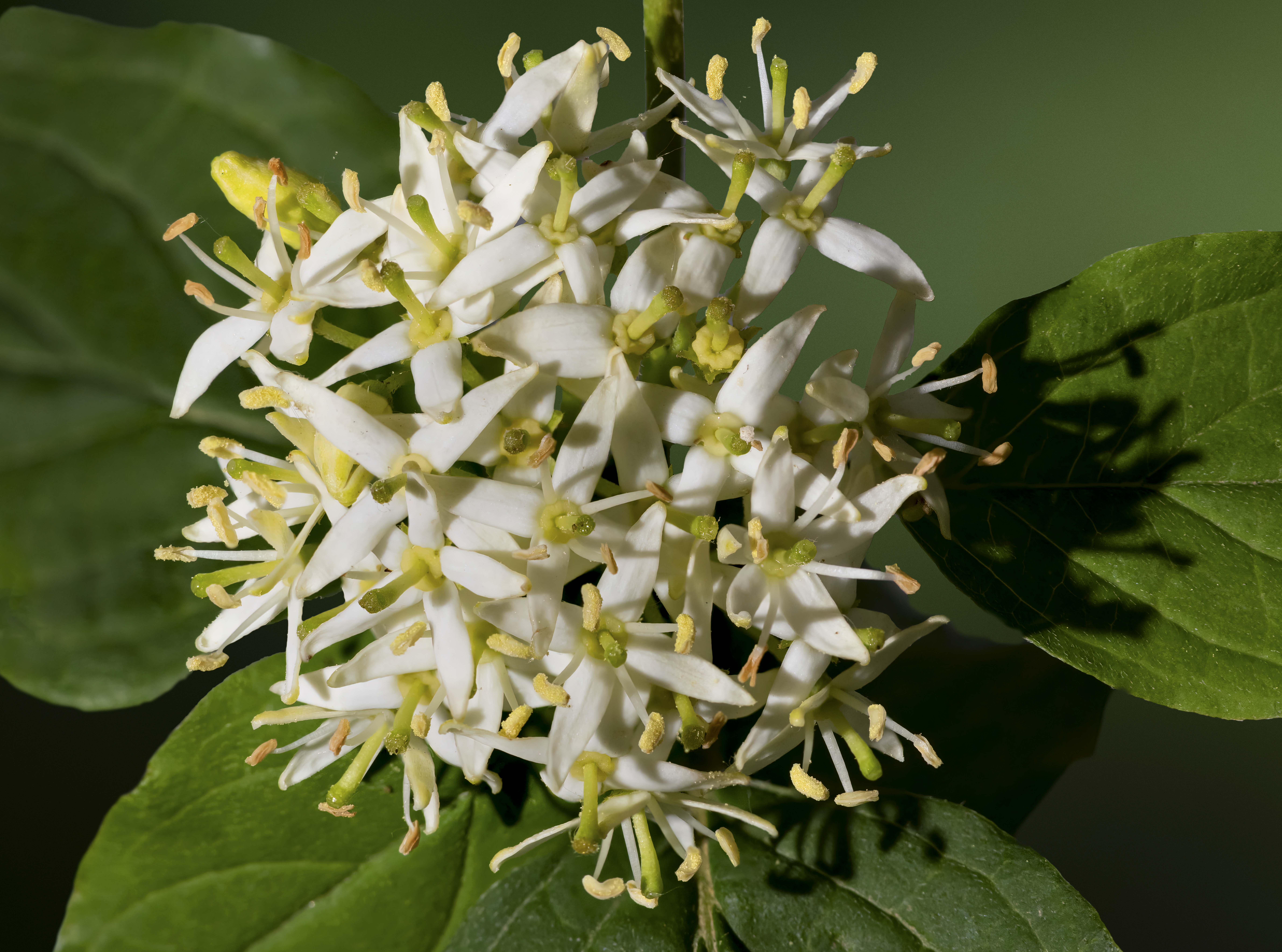
Розквітле суцвіття.
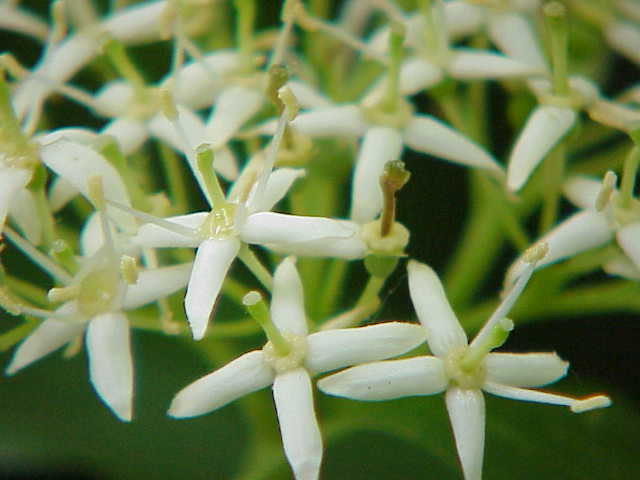
Квіти наближеним планом.
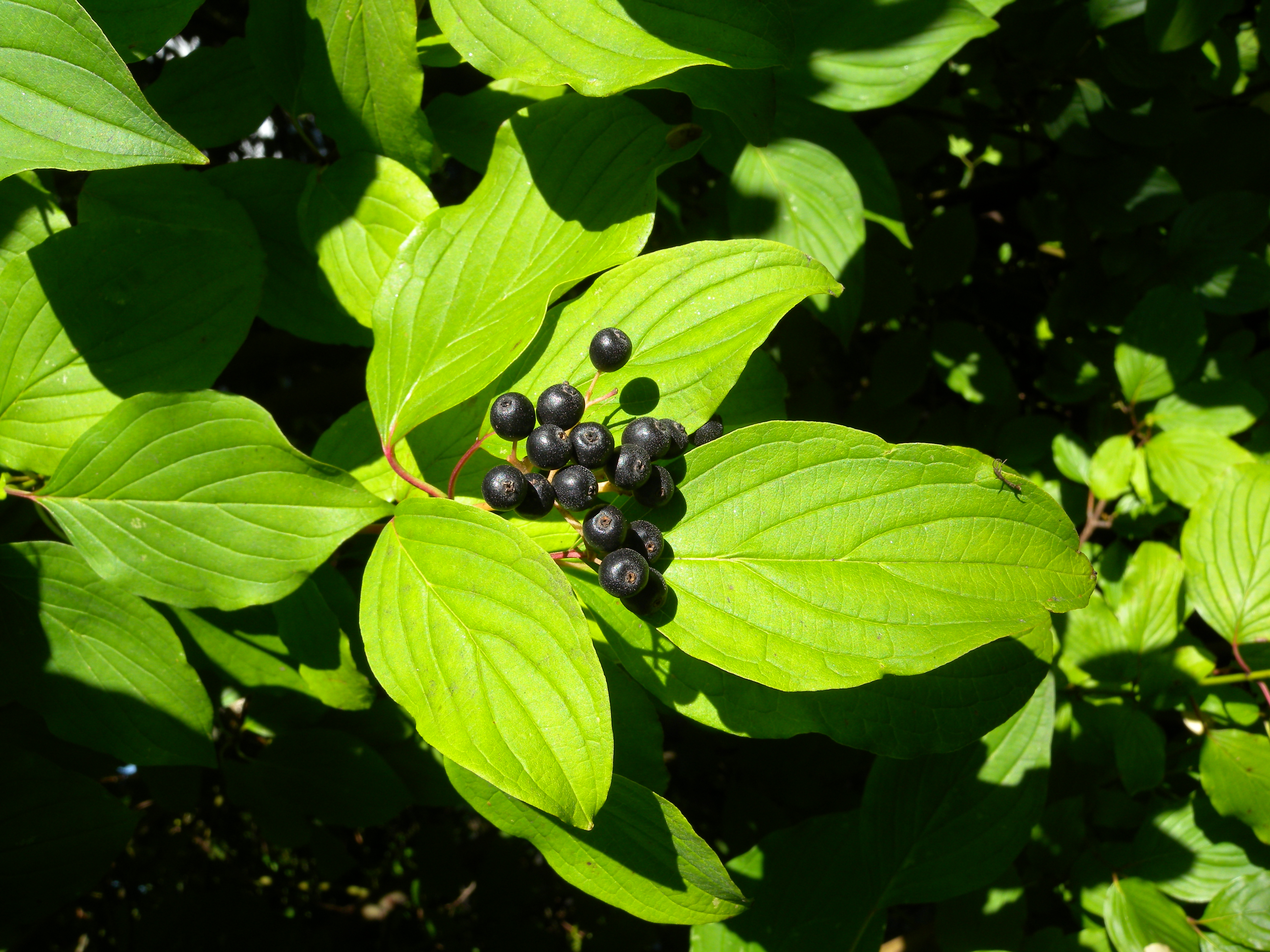
Стиглі кістянки.